# Marin Držić
Marin Držić (1508, Dubrovník – 2. května 1567, Benátky) byl chorvatský spisovatel z Dubrovnické republiky. Je považován za jednoho z nejlepších renesančních dramatiků a prozaiků chorvatské literatury.

## Život
Držić se narodil v Dubrovníku do velké a dobře situované rodiny. Měl šest sester a pět bratrů. V rodném městě vystudoval a v roce 1526 byl vysvěcen na kněze, což však bylo povolání, které bylo velmi nevhodné pro jeho rebelský temperament. Marinovým strýcem byl další slavný autor Džore Držić. Marin Držić byl v roce 1538 poslán do Sieny v Toskánsku, aby zde studoval církevní kanonické právo. Jeho studijní výsledky byly průměrné, ale díky své extrovertní a vřelé povaze prý chytil za srdce své spolužáky i profesory a nakonec byl zvolen do funkce rektora univerzity. Marin nicméně postupně ztratil zájem o studium a v roce 1543 se vrátil do Dubrovníku.
Zde se seznámil s rakouským dobrodruhem Christophem Rogendorfem, který tehdy upadl v nelibost u vídeňského dvora. Po krátkém pobytu ve Vídni se Držić vrátil do svého rodného města. Následovala další dobrodružství: spojil se se skupinou dubrovnických psanců, cestoval do Konstantinopole a vykonal i krátkou cestu do Benátek.
Po kariéře tlumočníka, písaře a chrámového hudebníka se stal dokonce politickým konspirátorem. Přesvědčen, že Dubrovník je ovládán úzkým kruhem elitářské aristokracie se sklonem k tyranii, se pokusil pěti dopisy (z nichž čtyři se dochovaly) přesvědčit mocnou rodinu Medicejských ve Florencii, aby mu pomohla svrhnout vládu v jeho rodném městě, žádné reakce se však nedočkal. Marin Držić zemřel náhle v Benátkách 2. května 1567 a byl pohřben ve tamním kostele sv. Jana a Pavla.

## Dílo
Držićova díla pokrývají mnoho oblastí: lyrickou poezii, pastorály, politické dopisy a pamflety i komedie. Zatímco jeho pastorály (Tirena, Venera i Adon a Plakir) jsou stále vysoce hodnoceny jako mistrovské ukázky žánru, pastorál obecně jako umělecká forma prakticky zmizel ze scény.
Jeho komedie však patří k tomu nejlepšímu v evropské renesanční literatuře. Stejně jako u jiných velkých komediálních autorů, jako jsou Lope de Vega, Ben Jonson nebo Molière, i Držićovy komedie jsou plné bujarého života a vitality, oslavují lásku, svobodu a upřímnost a vysmívají se lakomství, egoismu a drobným tyranům – jak v rodině, tak ve státě. Mezi jeho nejznámější komedie patří:
- Pomet (1548 nebo 1553) – někteří historiografové tvrdí, že Pomet je skutečně nejstarší Marinovou hrou, jeho debutem, zatímco jiní nesouhlasí. Okolnost, že se ztratila, ztěžuje její hodnocení.
- Novela od Stanca (1550)
- Dundo Maroje (1551 nebo 1556) – pravděpodobně nejslavnější Marinova hra
- Skup (1554) – tematicky podobná Plautově hře Aulularia a Molièrovu Lakomci

Galerie mladých milenců, lakomců, paroháčů, dobrodruhů, senilních tyranů, namalovaná Držićem s chutí bujarého idiomu, který je příkladem bohatství chorvatštiny v období renesance, zůstala od té doby pilířem chorvatského divadla vrcholné komedie.

## Význam
Od své nezávislosti Chorvatsko uděluje Cenu Marina Držiće za dramatickou tvorbu. Chorvatský parlament také vyhlásil rok 2008 rokem Marina Držiće, protože šlo o 500. výročí od jeho narození.